# جان کولبرن، بارون سیتون اول
جان کولبرن، بارون سیتون اول (انگلیسی: John Colborne, 1st Baron Seaton؛ ۱۶ فوریه ۱۷۷۸ – ۱۷ آوریل ۱۸۶۳) فرد نظامی اهل پادشاهی متحد بریتانیای کبیر و ایرلند بود. وی همچنین برندهٔ جوایزی همچون نشان حمام شده‌است.